# How Weary Went Wooing
How Weary Went Wooing è un cortometraggio muto del 1915 diretto da Tom Mix.

## Produzione
Il film fu prodotto dalla Selig Polyscope Company.

## Distribuzione
Distribuito dalla General Film Company, il film - un cortometraggio in una bobina - uscì nelle sale cinematografiche statunitensi il 14 settembre 1915.